# Daniel Caccia
Daniel Caccia (* 1. Dezember 1986 in Osijek, SR Kroatien, Jugoslawien als Danijel Čačija) ist ein kroatischer Jazzmusiker und Sänger, der auch als Daniel Čačija aufgetreten ist.

## Werdegang
Caccia ist der Enkel von Zvonko Čačija, einem in Jugoslawien bekannten Musiker, der als Instrumentalist, Sänger und  Komponist arbeitete und Erfolge mit seiner Komposition „Na malenom brijegu“ hatte. In seinem fünften Lebensjahr verließ Caccias Familie im Zuge des Kroatienkrieges ihre Heimat und ließ sich in Offenbach nieder.Alle Familienmitglieder genossen eine musikalische Ausbildung; Caccia hatte seit seinem achten Lebensjahr Klavierunterricht und besuchte seit 1998 das Konservatorium in Frankfurt am Main. Erste musikalische Erfahrungen sammelte er als Sänger in der Kirche, wo er in einer A-Cappella-Formation sang, die in der Tradition des Barbershop musizierte.
Nach seinem Schulabschluss 2006 begann er ein Studium für Jazzgesang an der Hochschule für Musik Mainz und studierte bei Alexander Gelhausen. 2009 wechselte Caccia an die Kunstuniversität Graz und setzte sein Studium bei Dena DeRose, Sheila Jordan und Mark Murphy fort. Zwischen 2011 und 2013 gehörte er dem Bundesjazzorchester an, mit dem er Konzerte und Tourneen in  Europa gab; er ist auch auf dessen Doppelalbum 25 zu hören. Das HGM Jazzorkestar Zagreb holte ihn als Gastsolisten für sein Album HGM Plays the Music of Ivo Robić, das 2014 beim kroatischen Aquarius-Label erschien. Sein Debütalbum unter eigenem Namen, Lifeline, veröffentlichte er 2015 bei Mons Records. Fortan unternahm er intensive Konzertreisen mit seinem Quintett, beendete sein Masterstudium 2016 und wurde im Anschluss Solist der NewOrleans-Formation „Streetview Dixieclub“.
2017 nahmen Uwe Granitza, früher musikalischer Leiter von Roger Cicero, sowie der Texter und Produzent Frank Ramond Kontakt zu Caccia auf. Nach Probeaufnahmen erschien Caccias Album „Alles ist New York“ mit dem GatsbyPopOrchester (ehemalige RogerCiceroBigBand) im November 2018.

## Preise und Auszeichnungen
- 2013 Graduate College Winner der Downbeat Student Music Awards
- 2014 kroatischer Musikpreis „Porin“ für das Album des Jahres (mit dem HGM Jazzorkestar Zagreb 2014)[7]
- 2016 Nominierung zum ECHO Jazz als „Sänger National“[8]